# 嘉藤貴行
嘉藤 貴行（かとう たかゆき、1981年11月5日 - ）は、JRA・美浦トレーニングセンターに所属する調教師で、元騎手。

## 来歴
大井競馬場近くの東京都大田区大森で育つ。競馬とは縁のない家庭であり、ゲーム「ダービースタリオン」で競馬に興味を持ち、身長が低いこともあって競馬学校を受験し合格する。2000年、JRA競馬学校を卒業。同期には梶晃啓、金子光希、小林慎一郎、鈴来直人、畑端省吾らがいる。
初騎乗は3月4日、中山競馬3レースでウインワイズマンに騎乗し16頭中9着。初勝利は同日の12レースでリアルヴィジョンに騎乗し3戦目で挙げた。同年19勝をマークし、民放競馬記者クラブ賞を受賞。デビュー3年目の2002年には菊花賞トライアルのセントライト記念で11番人気マイネルアムンゼンに騎乗し3着に入り、第63回菊花賞でGI初騎乗を果たした。
2008年10月1日付で美浦・田中清隆厩舎所属からフリーとなった。
デビュー5年目から勝利数1桁台が続き2010年はわずか1勝に終わるなど伸び悩み引退も考え、鹿戸雄一厩舎で調教助手になる手続きも進めていたが、2012年になりミルファームからの騎乗依頼が急増。また、競馬場帰りのタクシーで乗り合わせた横山典弘に励ましてもらったこともあり踏みとどまれたという。
2012年6月2日の東京競馬5レースでミルファーム所有のインティワタナに騎乗しJRA通算100勝を達成。「勝てない時期には辞めようかと思ったこともありましたが、今は続けてきてよかったという気持ちです」とコメントした。
2012年8月4日の新潟競馬5レース新馬戦でミルファーム所有の14番人気ミナレットに騎乗し勝利。12番人気と10番人気が2着同着で3連単の的中は2通りとなり、14→12→10番人気の組み合わせが1レースにおける公営競技史上最高の2983万2950円の払戻を記録した。もう一方の組み合わせも1491万6520円でJRA史上5位の払戻となった。
2014年の阪神ジュベナイルフィリーズで12年ぶりのGI騎乗。同年に新馬戦からコンビを組むコメートでホープフルステークス2着に入り重賞初連対。翌年にはデビュー16年目にしてコメートで日本ダービーに初騎乗し、16番人気ながら5着に粘り込む健闘を見せた。レース後は検量室で号泣した。
2016年11月25日に入籍した。婚姻届を出す際には、「出馬投票時に騎手の名前を書く時に、書きやすいほうが騎乗を頼まれやすいのではないか」と考え、苗字を「加藤」に変えられないかと調べたという。
2021年12月9日、JRAより2022年度新規調教師免許試験に合格したことが発表された。2回目の受験で合格した。これに伴い、同年12月31日付けで騎手を引退。12月28日中山10Rでアイアムイチオシに騎乗して8着、これが騎手として現役最後の騎乗となった。
2022年1月1日付けで調教師に転身し、3月1日より厩舎を開業した。同年3月20日中山第7競走をコスモコラッジョで勝利し、開業5戦目で初勝利。

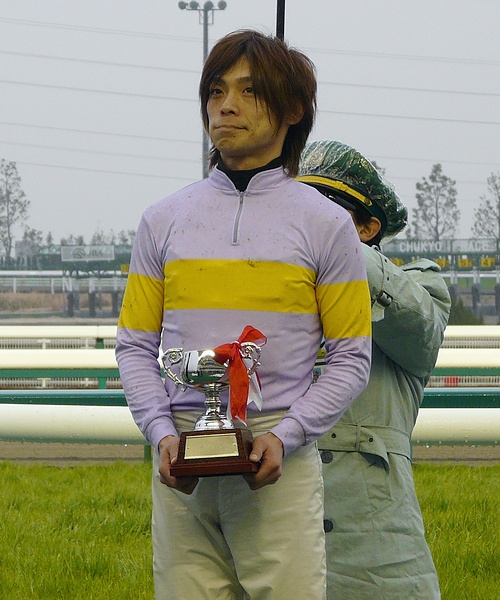
騎手時代

## 騎乗成績
| 年度   | 1着 | 2着 | 3着 | 騎乗数 | 勝率 | 連対率 | 複勝率 |
| ------ | --- | --- | --- | ------ | ---- | ------ | ------ |
| 2000年 | 19  | 22  | 19  | 288    | .066 | .142   | .208   |
| 2001年 | 18  | 28  | 34  | 415    | .043 | .111   | .193   |
| 2002年 | 19  | 20  | 21  | 370    | .051 | .105   | .162   |
| 2003年 | 11  | 18  | 30  | 326    | .034 | .089   | .181   |
| 2004年 | 5   | 7   | 10  | 210    | .024 | .057   | .105   |
| 2005年 | 2   | 4   | 9   | 142    | .014 | .042   | .106   |
| 2006年 | 2   | 2   | 5   | 154    | .013 | .026   | .058   |
| 2007年 | 3   | 2   | 6   | 139    | .022 | .036   | .079   |
| 2008年 | 4   | 2   | 3   | 150    | .027 | .040   | .060   |
| 2009年 | 5   | 1   | 2   | 105    | .048 | .057   | .076   |
| 2010年 | 1   | 3   | 7   | 97     | .010 | .041   | .113   |
| 2011年 | 7   | 6   | 9   | 108    | .065 | .120   | .204   |
| 2012年 | 9   | 7   | 13  | 311    | .029 | .051   | .093   |
| 2013年 | 6   | 10  | 25  | 313    | .019 | .051   | .131   |
| 2014年 | 6   | 10  | 12  | 344    | .017 | .047   | .081   |
| 2015年 | 9   | 14  | 16  | 414    | .022 | .056   | .094   |
| 2016年 | 10  | 13  | 17  | 464    | .022 | .050   | .086   |
| 2017年 | 3   | 7   | 13  | 281    | .011 | .036   | .082   |
| 2018年 | 9   | 8   | 11  | 316    | .028 | .054   | .089   |
| 2019年 | 6   | 10  | 9   | 220    | .027 | .073   | .114   |
| 2020年 | 3   | 6   | 3   | 195    | .015 | .046   | .062   |
| 2021年 | 0   | 2   | 4   | 123    | .000 | .016   | .049   |
| 中央   | 157 | 202 | 278 | 5485   | .029 | .065   | .116   |
| 地方   | 1   | 6   | 5   | 105    | .010 | .067   | .114   |

|            | 日付           | 競馬場・開催  | 競走名       | 馬名               | 頭数 | 人気 | 着順 |
| ---------- | -------------- | ------------- | ------------ | ------------------ | ---- | ---- | ---- |
| 初騎乗     | 2000年3月4日   | 2回中山3日3R  | 4歳未勝利    | ウインワイズマン   | 16頭 | 12   | 9着  |
| 初勝利     | 2000年3月4日   | 2回中山3日12R | 5歳上900万下 | リアルヴィジョン   | 12頭 | 3    | 1着  |
| 重賞初騎乗 | 2000年3月26日  | 3回中山2日11R | 日経賞       | シグナスヒーロー   | 10頭 | 9    | 8着  |
| GI初騎乗   | 2002年10月20日 | 4回京都6日11R | 菊花賞       | マイネルアムンゼン | 18頭 | 12   | 14着 |

- 2000年度民放競馬記者クラブ賞（関東新人騎手賞）
- 2000年度場長表彰

### おもな騎乗馬
- レディパステル（2001年未勝利戦）
- コメート（2014年ホープフルS 2着 2015年東京優駿 5着）
- ダイイチターミナル（2016年小倉2歳S 2着）

## 調教師成績
|            | 日付           | 競馬場・開催  | 競走名           | 馬名             | 頭数 | 人気 | 着順 |
| ---------- | -------------- | ------------- | ---------------- | ---------------- | ---- | ---- | ---- |
| 初出走     | 2022年3月13日  | 2回中山6日7R  | 房総特別         | ブルームスベリー | 16頭 | 13   | 5    |
| 初勝利     | 2022年3月20日  | 2回中山7日7R  | 4歳以上1勝クラス | コスモコラッジョ | 16頭 | 4    | 1    |
| 重賞初出走 | 2022年8月28日  | 3回新潟6日11R | 新潟2歳S         | バグラダス       | 11頭 | 10   | 4    |
| 重賞初勝利 |                |               |                  |                  |      |      |      |
| GI初出走   | 2022年12月18日 | 6回阪神6日11R | 朝日杯FS         | バグラダス       | 17頭 | 8    | 5    |